# ویورلی (ویرجینیا)
ویورلی (به انگلیسی: Waverly) یک شهر کوچک در ویرجینیا است.
در ساسکس کانتی است. بیش از ۲۰۰۰ نفر زندگی می‌کنند وجود دارد.
اگر چه این شهر کوچک است، یک فروشگاه پورنوگرافی در وسط شهر وجود دارد، و آن نفوذ در کل منطقه جنوب رودخانه جیمز. این ساختمان از مواد معمول ساخته شده‌است.